# Qualitative Heuristik
Qualitative Heuristik ist eine von Gerhard Kleining entworfene sozialwissenschaftliche und psychologische Methodologie, die die „Entwicklung und Anwendung von Entdeckungsverfahren in regelgeleiteter Form“ zum Gegenstand hat. Sie konzipiert den Forschungsprozess als Dialog zwischen Forschungsperson und Forschungsgegenstand, mit aktiven und rezeptiven Merkmalen, dem Experiment und der Beobachtung als Grundmethoden sowie den Forschungsstrategien Maximierung/Minimierung, Testen von Grenzen und Adaption.
Sie basiert auf und grenzt sich ab von der spontanen und einseitigen Alltagsheuristik durch ihre Systematik. Im Unterschied zu hermeneutischen Methodologien zielt sie auf die Entdeckung von Neuem ab und nicht auf eine neue Interpretation von Bekanntem. Sie ist nicht auf „geschlossene“, gut definierte Aufgaben bezogen wie die Heuristik der Informatik und den Wirtschaftswissenschaften. Sie bündelt und optimiert Entdeckungsmethoden aus der naturwissenschaftlich-empirischen und der philosophischen Heuristik sowie heuristische Verfahren aus Psychologie und Soziologie und kann für Forschungen in der qualitativen Sozialforschung und qualitativen Psychologie eingesetzt werden.

## Geschichte
Als Basis jeder wissenschaftlichen Heuristik werden Alltagsheuristiken als lebensnotwendige, gesellschaftlich bestimmte Erkenntnis- und Erfahrungstechniken angesehen. Die wissenschaftliche Heuristik hat eine bis in die Antike reichende Geschichte:
- Pappus von Alexandrien (um 300) beschrieb die Rückwärtssuche als Heuristik beim Problemlösen.
- Raimundus Lullus (1232–1316) entwarf einen mechanischen Apparat, um alle wissenschaftliche Probleme durch systematische Kombination philosophischer Grundbegriffe zu lösen.
- Joachim Jungius (1587–1657) hat wahrscheinlich erstmals den Begriff Heuristik verwandt und sah in der heuristischen Erkenntnis die höchste Stufe der Erkenntnis, da sie ungelöste Probleme und neue Verfahren zum Gegenstand habe.[4]
- René Descartes (1596–1650) stellte in „Discours de la méthode“ heuristische Regeln für die wissenschaftliche Erkenntnis auf:
  1. Nichts anzunehmen, ohne Evidenzprüfung.
  2. Komplexe Aufgaben in einfache zu zerlegen.
  3. Beim Einfachsten zu beginnen
  4. Allgemeine Übersichten einzubeziehen.
- Gottfried Wilhelm Leibniz (1646–1716) beschrieb in seiner „ars inveniendi“ zwei Methoden – die von Axiomen ausgehende „via demonstrativa“ mit der sich seine Infinitesimalrechnung ergibt und die kombinatorisch vorgehende „via indicativa“[4]

Die Qualitative Heuristik bezieht sich auf – oder hat eine gewisse Ähnlichkeit mit – folgenden neuzeitlichen Entdeckungsmethoden:
- Die naturwissenschaftlich-empirischen Entdeckungsmethoden[5] von Galileo Galilei (1564–1642), Isaac Newton (1643–1727), Albert Einstein (1879–1955) und insbesondere von Ernst Mach[6] (1838–1727), die Methoden reflektieren, die zu wichtigen Entdeckungen führten.
- Die dialektischen Heuristik[7] von Friedrich Schleiermacher (1768–1834),[8] Georg Wilhelm Friedrich Hegel (1770–1831)[9] und die materialistische Dialektik von Karl Marx (1818–1883) und Friedrich Engels (1820–1895).[10]
- Die offene psychologische Heuristik der Würzburger Schule,[11] die mit der heuristisch eingesetzten Introspektion Erkenntnisse zum Denken und Problemlösen erreichte; die Gestaltpsychologie, die mit ganzheitlichem Gegenstandsverständnis und vielfältiger Variation wichtige Prinzipien der Wahrnehmung und des Denkens entdeckte; ferner Sigmund Freud, der seine Entdeckungen zum Traum, zu den Abwehrmechanismen und zur Psychopathologie des Alltagslebens mit heuristischen Techniken machte; sowie Jean Piaget, der mit heuristischen Methoden – wie dem qualitativen Experiment – die kognitive Entwicklung des Kindes erforschte.[12]
- Die sozialwissenschaftliche Heuristik[13] des symbolischen Interaktionismus[14] und der Grounded Theory von Barney G. Glaser und Anselm L. Strauss,[15] die das Entdecken (discovery) von sozialen Phänomen in den Mittelpunkt rücken.

## Heuristische Methodologie
Alle wissenschaftlichen Methoden sind Formen der Auseinandersetzung zwischen einem Subjekt (Forschungsperson) und einem Objekt (Forschungsgegenstand).

### Vier Regeln
Die heuristische Methodologie ist durch vier Regeln gekennzeichnet, die das Subjekt-Objekt-Verhältnis zwischen Forschungsperson und Forschungsgegenstand genauer bestimmen:
1. Offenheit der Forschungsperson
Sie sollte bereit sein, ihr Vorverständnis über den Gegenstand zu verändern, wenn es nicht mit den Daten übereinstimmt. Es werden nicht vorab festgelegte Hypothesen geprüft wie in der deduktiv-nomologischen Forschung, sondern Strukturen exploriert.
2. Offenheit des Forschungsgegenstandes
Im Unterschied zu deduktiv-nomologischer Forschung, in der der Forschungsgegenstand zu Beginn definiert wird, wird er in heuristischer Forschung als vorläufig betrachtet, da das Ziel in der Entdeckung von Neuem besteht. Der Forschungsgegenstand kann sich im Forschungsverlauf ändern.
3. Maximale strukturelle Variation der Perspektiven bei der Datenerhebung:
Der Gegenstand soll aus unterschiedlichen Positionen betrachtet werden, um seine wesentlichen Kennzeichen zu erfassen. Sinnvoll ist es Faktoren, von denen ein Einfluss auf den Gegenstand oder seine Exploration vermutet wird, maximal zu variieren. Dazu zählen neben gegenstands-spezifischen Faktoren – oft erst im Verlauf des Forschungsprozesses entdeckt – die Forschungsmethoden, die untersuchten Subjekte (z. B. deren Geschlecht, Alter, Sozialstatus, Persönlichkeit), die Forschungsfragen und eventuell auch die Forschungsperson selbst.
4. Analyse auf Gemeinsamkeiten
Die Datenanalyse ist so auszurichten, dass die Gemeinsamkeiten wie beispielsweise Analogien oder negierte Strukturen der unterschiedlichen Perspektiven identifiziert werden. Die Intention ist die Auffindung einer gemeinsamen Struktur aller ermittelten Daten. Die Abstrahierung hilft hierbei, diese Zusammenführung zu bewerkstelligen.

### Dialogprinzip
Der Forschungsprozess ist ein Dialog zwischen Forschungsperson und Forschungsgegenstand. Er wird durch Fragen an den Gegenstand in Bewegung gesetzt. Dieser „antwortet“, was zu neuen Fragen und Antworten führt.
Der Forschungsprozess ist dialektisch und führt vom Besonderen (den konkreten Daten) zum Allgemeinen (der mit der Analyse erkannten Struktur), das das Besondere als aufgeklärtes Besonderes enthält.

### Forschungsstrategien
Die Forschungsstrategien Maximierung / Minimierung, das Testen der Grenzen und die Adaption bestimmen den Verlauf der Forschung.
Mit der Maximierung-Minimierung werden die Strukturmerkmale des Gegenstandes erforscht, indem seine Extreme ausgelotet werden. Sie bestimmt auch die Intensität des forschenden Handelns bei der Exploration, die der jeweiligen Forschungslage anzupassen ist: Ist aktives, eingreifendes oder eher rezeptives, zurückhaltendes Verhalten angemessen?
Das Austesten der Grenzen ermittelt die Grenzen des Gegenstands, wo seine Struktur in Beliebigkeit umschlägt. Wie weit reichen die Gemeinsamkeiten, wo, wann haben sie keine Gültigkeit mehr?
Adaption beinhaltet einerseits eine Anpassung der Gedanken und Vorstellungen der Forschungsperson an die Tatsachen, die über den Forschungsgegenstand im Verlauf des Forschungsprozesses bekannt werden, und andererseits eine Anpassung der Techniken an den Gegenstand, seine Eigenarten, die nicht beschädigt oder gar zerstört werden dürfen.

### Samplestrategie
Aus der Regel der maximal strukturellen Variation der Perspektiven ergibt sich die Samplestrategie, die anders als in deduktiv-nomologischen Untersuchungen nicht die Zufallsausfall, sondern das Extremgruppensample ist. Maximal variiert – in Extremgruppen – werden Faktoren einbezogen, die einen wesentlichen Einfluss auf den Gegenstand haben können.

### Analyse mit 100%-Kriterium
Es werden Gemeinsamkeiten gesucht und nicht wie in quantitativ-nomologischen Ansätzen Unterschiede. Diese Suche erfolgt dialogisch, indem die Forschungsperson Fragen nach Gemeinsamkeiten in den Daten stellt. Gemeinsamkeit ist nicht nur Identität oder Ähnlichkeit, sondern auch Gegensatz, Negation. Aus ersten Gemeinsamkeiten, die Teile der Daten verbinden, ergibt sich in einem dialektischen Prozess der Strukturierung und Restrukturierung die gesuchte Gesamtstruktur. Für sie gilt die „100 %-Regel“. Wie in einem aufgelösten Puzzle muss jedes Datum in ihr seinen Platz haben.

### Gütekriterien
Die Gütekriterien Verlässlichkeit, Gültigkeit und Geltung stellen sich – anders als bei quantitativer Forschung – bei korrekter Durchführung am Ende der Forschung notwendigerweise ein. Es wird von Subjektivem ausgegangen und der Prozess der Forschung führt zu Intersubjektivität.
Am Anfang des Forschungsprozesses sind die Ergebnisse dagegen oft wenig reliabel. Eine Befragung von Frauen z. B. mag andere Resultate erbringen als die Befragung von Männern zum gleichen Thema. Wenn die Dimensionen, in denen diese Geschlechtsunterschiede bestehen, in der durch die Analyse erkannten Struktur enthalten sind, ist dagegen Reliabilität gegeben.
Auch die Validität entsteht im Forschungsprozess, wenn der Gegenstand maximal strukturell variiert wird – seine wesentlichen Aspekte einbezogen sind – und die Daten nach der „100 %-Regel“ auf Gemeinsamkeit analysiert werden.
Die Geltung der Resultate qualitativ-heuristischer Forschung ist durch den sozialen und raumzeitlich begrenzten Charakter ihrer Gegenstände begrenzt. Der Gültigkeitsbereich hängt davon ab, wie eng oder breit der Gegenstand in den Daten repräsentiert ist.

## Heuristische Forschungsmethoden
Alle Forschungsmethoden lassen sich auf die Grundmethoden Experiment und Beobachtung zurückführen. Sie enthalten in unterschiedlichem Umfang rezeptive und aktive Anteile. Forschungsmethoden entstehen durch Abstraktion aus der Alltagsheuristik und aus der wissenschaftlichen Heuristik, darunter auch der naturwissenschaftlichen, womit die von Wilhelm Dilthey festgeschriebene Trennung zwischen Natur- und Geisteswissenschaften von der Qualitativen Heuristik infrage gestellt wird.
Viele qualitative Methoden lassen sich heuristisch einsetzen, was von Kleining für viele gebräuchliche Methoden gezeigt wurde. Besondere qualitativ-heuristische Methoden – teils wiederentdeckt, teils neu entwickelt – sind:
- Die Heuristische Textanalyse,[23] die beobachtend, Fragen stellend und experimentierend, strukturexplorierend mit Texten umgeht.
- Das Qualitative Experiment, das die Struktur eines Forschungsgegenstands mit Eingriffen in ihn exploriert und aufklärt.[24]
- Das Rezeptive Interview, bei dem der Forscher spontane Mitteilungen der untersuchten Personen durch aufmerksames Zuhören und ermutende Reaktionen unterstützt, ohne selbst Fragen zu stellen.[25]
- Die Dialogische Introspektion, die eine Weiterentwicklung der Introspektion der Würzburger Schule darstellt.[26]

## Vorliegende heuristische Untersuchungen
Die Qualitative Heuristik fand in einer Vielzahl von psychologischen und soziologischen Untersuchungen Anwendung und wurde außerdem in literaturwissenschaftlichen Arbeiten eingesetzt. Eine Übersicht findet sich unter. Kleining selbst hat die Qualitative Heuristik in unterschiedlichen sozialwissenschaftlichen Feldern und in Literaturanalysen demonstriert.